# Steirastoma poeyi
Steirastoma poeyi là một loài bọ cánh cứng trong họ Cerambycidae.